# Harry Tincknell

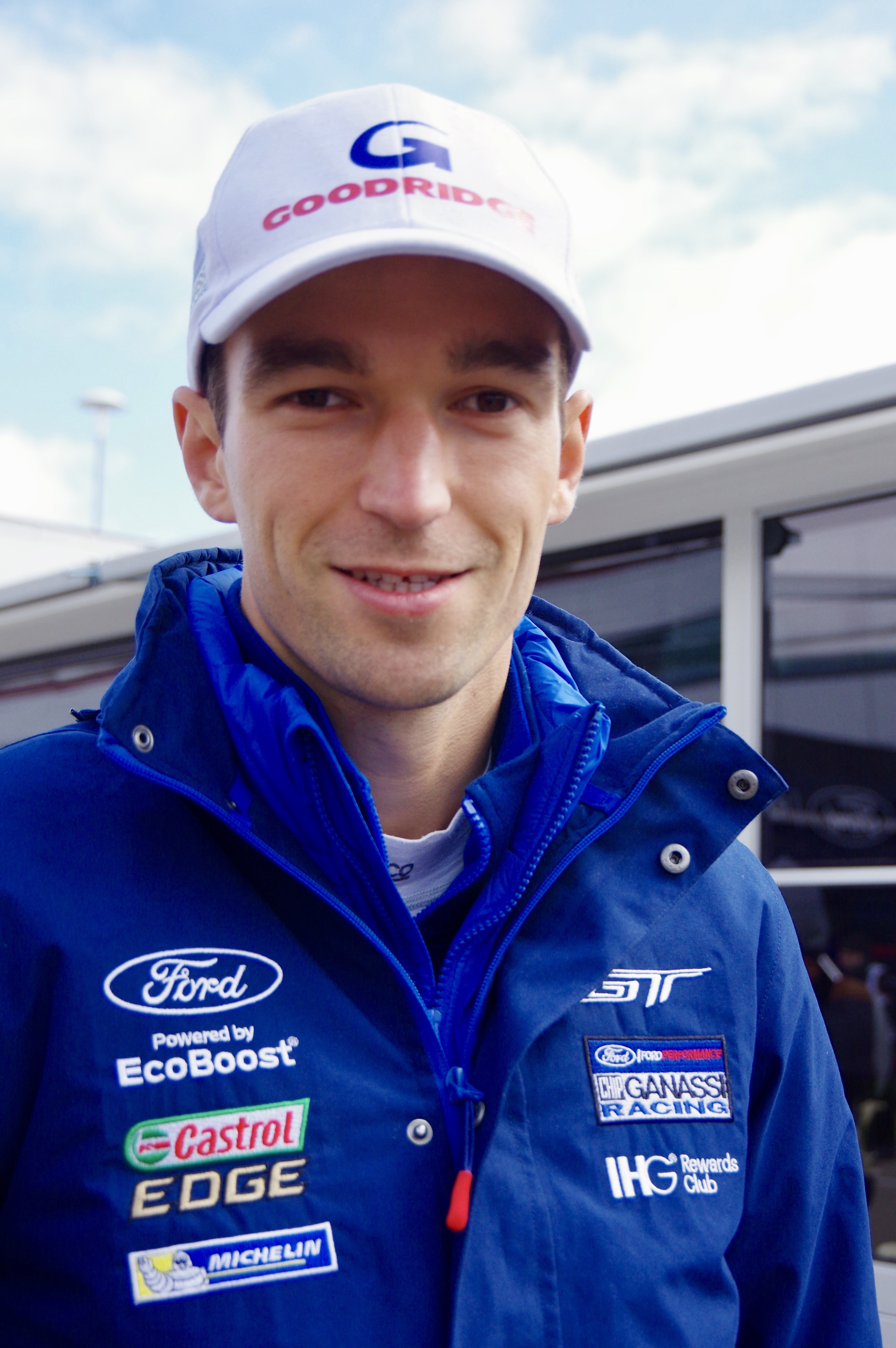
Harry Tincknell (2017)

Harold William „Harry“ Tincknell (* 29. Oktober 1991 in Exeter, England) ist ein britischer Automobilrennfahrer. Er trat 2013 in der europäischen Formel-3-Meisterschaft an.

## Karriere
Tincknell begann seine Motorsportkarriere 2001 im Kartsport, in dem er bis 2008 aktiv war. 2008 wechselte er in den Formelsport und startete in den Wintermeisterschaften der britischen und der portugiesischen Formel Renault. 2009 trat er für CRS Racing in der britischen Formel Renault an. Mit zwei zweiten Plätzen als beste Resultate schloss er die Saison auf dem fünften Gesamtrang ab. Die anschließende Wintermeisterschaft der britischen Formel Renault entschied er für sich. Außerdem trat er zu zwei Rennen der nordeuropäischen Formel Renault an. 2010 blieb Tincknell in der britischen Formel Renault bei CRS Racing. Zwar erzielte er zwei Siege und wurde in der Meisterschaft erneut Fünfter.
2011 wechselte Tincknell zu Fortec Motorsport in die britische Formel-3-Meisterschaft. Mit einem Sieg beendete er die Saison auf dem elften Platz der Meisterschaft. Bei Testfahrten nach der Saison in Spa-Francorchamps hatte Tincknell einen Unfall, bei dem er sich einen Finger brach. Dabei wurde die Verbindung zwischen Finger und Hand stark in Mitleidenschaft gezogen. Nach einer intensiven medizinischen Behandlung absolvierte Tincknell 2012 für Carlin seine zweite britische Formel-3-Saison. Er gewann vier Rennen und erzielte neun Podest-Platzierungen. Während sein Teamkollege Jack Harvey den Meistertitel holte, wurde Tincknell Gesamtfünfter. Darüber hinaus absolvierte er drei Gaststarts in der Formel-3-Euroserie.
2013 wechselte Tincknell zusammen mit Carlin in die europäische Formel-3-Meisterschaft. Er gewann ein Rennen und stand insgesamt dreimal auf dem Podest. Als bester Carlin-Pilot beendete er die Saison auf dem fünften Platz in der Gesamtwertung.

## Statistik

### Karrierestationen
| - 2001–2008: Kartsport - 2008: Britische Formel Renault, Winterserie (Platz 7) - 2008: Portugiesische Formel Renault, Winterserie (Platz 13) - 2009: Britische Formel Renault (Platz 5) | - 2009: Nordeuropäische Formel Renault (Platz 33) - 2009: Britische Formel Renault, Winterserie (Meister) - 2010: Britische Formel Renault (Platz 5) - 2011: Britische Formel 3 (Platz 11) | - 2012: Britische Formel 3 (Platz 5) - 2013: Europäische Formel 3 (Platz 5) |

### Einzelergebnisse in der Europäischen Formel-3-Meisterschaft
| Jahr | Team   | Motor      | 1   | 2   | 3   | 4   | 5   | 6   | 7   | 8   | 9   | 10  | 11  | 12  | 13  | 14  | 15  | 16  | 17  | 18  | 19  | 20  | 21  | 22  | 23  | 24  | 25  | 26  | 27  | 28  | 29  | 30  | Punkte | Rang |
| ---- | ------ | ---------- | --- | --- | --- | --- | --- | --- | --- | --- | --- | --- | --- | --- | --- | --- | --- | --- | --- | --- | --- | --- | --- | --- | --- | --- | --- | --- | --- | --- | --- | --- | ------ | ---- |
| 2013 | Carlin | Volkswagen | MON | MON | MON | SIL | SIL | SIL | HO1 | HO1 | HO1 | BRH | BRH | BRH | SPI | SPI | SPI | NOR | NOR | NOR | NÜR | NÜR | NÜR | ZAN | ZAN | ZAN | VAL | VAL | VAL | HO2 | HO2 | HO2 | 227    | 5.   |
| 2013 | Carlin | Volkswagen | 5   | 5   | 6   | 1   | 4   | 9   | 5   | 13  | 25  | 5   | 7   | 2   | 12  | 7   | 4   | 6   | 8   | 8   | 11  | 10  | 4   | 6   | 6   | 6   | 11  | 18  | 8   | 5   | 5   | 5   | 227    | 5.   |

### Le-Mans-Ergebnisse
| Jahr | Team                        | Fahrzeug                      | Teamkollege               | Teamkollege     | Platzierung             | Ausfallgrund |
| ---- | --------------------------- | ----------------------------- | ------------------------- | --------------- | ----------------------- | ------------ |
| 2014 | Jota Racing                 | Zytek Z11SN                   | Simon Dolan               | Oliver Turvey   | Rang 5 und Klassensieg  |              |
| 2015 | Nissan Motorsports          | Nissan GT-R LM Nismo          | Alex Buncombe             | Michael Krumm   | nicht klassiert         |              |
| 2016 | Ford Chip Ganassi Team UK   | Ford GT                       | Marino Franchitti         | Andy Priaulx    | Rang 40                 |              |
| 2017 | Ford Chip Ganassi Team UK   | Ford GT                       | Luís Felipe Derani        | Andy Priaulx    | Rang 18                 |              |
| 2018 | Ford Chip Ganassi Racing    | Ford GT                       | Tony Kanaan               | Andy Priaulx    | Rang 30                 |              |
| 2019 | Ford Chip Ganassi Racing UK | Ford GT                       | Jonathan Bomarito         | Andy Priaulx    | Rang 23                 |              |
| 2020 | Aston Martin Racing         | Aston Martin Vantage GTE      | Alex Lynn                 | Maxime Martin   | Rang 20 und Klassensieg |              |
| 2021 | Proton Competition          | Porsche 911 RSR-19            | Vutthikorn Inthraphuvasak | Florian Latorre | Ausfall                 | Unfall       |
| 2022 | Dempsey-Proton Racing       | Porsche 991 RSR-19            | Sebastian Priaulx         | Christian Ried  | Rang 47                 |              |
| 2023 | Proton Ceompetiton          | Porsche 991 RSR-19            | Don Yount                 | Jonas Ried      | Ausfall                 | Unfall       |
| 2024 | Proton Ceompetiton          | Porsche 963                   | Neel Jani                 | Julien Andlauer | Rang 45                 |              |
| 2025 | Aston Martin THOR Team      | Aston Martin Valkyrie AMR-LMH | Tom Gamble                | Ross Gunn       | Rang 14                 |              |

### Sebring-Ergebnisse
| Jahr | Team                        | Fahrzeug         | Teamkollege       | Teamkollege       | Platzierung | Ausfallgrund |
| ---- | --------------------------- | ---------------- | ----------------- | ----------------- | ----------- | ------------ |
| 2018 | Mazda Team Joest            | Mazda RT24-P     | Jonathan Bomarito | Spencer Pigot     | Rang 6      |              |
| 2019 | Mazda Team Joest            | Mazda RT24-P     | Jonathan Bomarito | Olivier Pla       | Rang 6      |              |
| 2020 | Mazda Motorsports           | Mazda RT24-P     | Jonathan Bomarito | Ryan Hunter-Reay  | Gesamtsieg  |              |
| 2021 | Mazda Motorsports           | Mazda RT24-P     | Jonathan Bomarito | Oliver Jarvis     | Rang 2      |              |
| 2024 | Ford Multimatic Motorsports | Ford Mustang GT3 | Christopher Mies  | Mike Rockenfeller | Rang 26     |              |

### Einzelergebnisse in der FIA-Langstrecken-Weltmeisterschaft
| Saison  | Team                  | Rennwagen                     | 1   | 2   | 3   | 4   | 5   | 6   | 7   | 8   | 9   |
| ------- | --------------------- | ----------------------------- | --- | --- | --- | --- | --- | --- | --- | --- | --- |
| 2014    | Jota                  | Zytek Z11SN                   | SIL | SPA | LEM | AUS | FUJ | SHA | BAH | SAO |     |
| 2014    | Jota                  | Zytek Z11SN                   |     | 9   | 5   |     |     |     |     |     |     |
| 2015    | Nissan                | Nissan GT-R LM Nismo          | SIL | SPA | LEM | NÜR | AUS | FUJ | SHA | BAH |     |
| 2015    | Nissan                | Nissan GT-R LM Nismo          | DNF |     |     |     |     |     |     |     |     |
| 2016    | Ganassi Racing        | Ford GT                       | SIL | SPA | LEM | NÜR | MEX | AUS | FUJ | SHA | BAH |
| 2016    | Ganassi Racing        | Ford GT                       | 20  | 16  | 40  | 29  | 19  | 19  | 17  | 17  | 22  |
| 2017    | Ganassi Racing        | Ford GT                       | SIL | SPA | LEM | NÜR | MEX | AUS | FUJ | SHA | BAH |
| 2017    | Ganassi Racing        | Ford GT                       | 13  | 20  | 18  | 19  | 17  | 19  | 24  | 14  | 16  |
| 2018/19 | Ganassi Racing        | Ford GT                       | SPA | LEM | SIL | FUJ | SHA | SEB | SPA | LEM |     |
| 2018/19 | Ganassi Racing        | Ford GT                       | DNF | 30  | 17  | 13  | 19  | 12  | 19  | 23  |     |
| 2019/20 | Aston Martin Racing   | Aston Martin Vantage AMR      | SIL | FUJ | SHA | BAH | AUS | SPA | LEM | BAH |     |
| 2019/20 | Aston Martin Racing   | Aston Martin Vantage AMR      |     |     |     | 20  |     |     |     |     |     |
| 2021    | Proton Competition    | Porsche 911 RSR-19            | SPA | POR | MON | LEM | BAH | BAH |     |     |     |
| 2021    | Proton Competition    | Porsche 911 RSR-19            | DNF |     |     |     |     |     |     |     |     |
| 2022    | Dempsey-Proton Racing | Porsche 911 RSR               | SEB | SPA | LEM | MON | FUJ | BAH |     |     |     |
| 2022    | Dempsey-Proton Racing | Porsche 911 RSR               | 25  | 21  | 47  | 20  | DNF | 30  |     |     |     |
| 2023    | Proton Competition    | Porsche 911 RSR Porsche 963   | SEB | POR | SPA | LEM | MON | FUJ | BAH |     |     |
| 2023    | Proton Competition    | Porsche 911 RSR Porsche 963   |     | 29  | 23  | DNF | DNF | 9   | 10  |     |     |
| 2024    | Proton Competition    | Porsche 963                   | KAT | IMO | SPA | LEM | SAO | AUS | FUJ | BAH |     |
| 2024    | Proton Competition    | Porsche 963                   | 9   | DNF |     | 45  |     | 11  | 11  | 12  |     |
| 2025    | Aston Martin THOR     | Aston Martin Valkyrie AMR-LMH | KAT | IMO | SPA | LEM | SAO | AUS | FUJ | BAH |     |
| 2025    | Aston Martin THOR     | Aston Martin Valkyrie AMR-LMH | DNF | 18  | 13  | 14  | 16  |     |     |     |     |